# Галлен, Андреас
Иоган Андреас Галлен (швед. Johan Andreas Hallén; 22 декабря 1846[…], Гётеборгс-Кристине, Гётеборг-Бохус — 11 марта 1925[…], Клара, Стокгольмское обер-губернаторство) — шведский композитор, дирижёр, музыкальный критик и музыкальный педагог; член Шведской королевской музыкальной академии.

## Биография
Андреас Галлен родился 22 декабря 1846 года в Гётеборг-Бохусе в Швеции в семье министра Мартена Галлена. Музыкальное образование он получил по большей части в Германии, в том числе в Лейпцигской консерватории, где его наставником был Рейнеке (1866—1868) и на частных уроках у немецкого композитора лихтенштейнского происхождения Йозефа Райнбергера (Мюнхен, 1869); его учителями были также Рихтер, Риц (Дрезден, 1870—1871), и Гартман.
В 1872—1878 и 1883—1884 гг. Галлен был дирижером концертов музыкального общества в Готенбурге, а в перерыве жил в Берлине. 

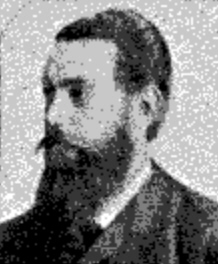
Андреас Галлен

В 1884 году он был избран членом Королевской музыкальной академии и стал дирижером филармонических концертов в Стокгольме, а с 1892 года занял пост капельмейстера Королевской оперы в шведской столице. 
С 1915 года А. Галлен преподавал теорию композиции в Стокгольмской консерватории, где среди его многочисленных учеников были, в частности, Йёста Нюстрём и Курт Магнус Аттерберг.
Как воспитанник немецкой школы, Галлен принадлежал по своим художественным симпатиям к вагнеровскому направлению, но, вместе с тем, имел и свой оригинальный стиль: он сохранял в своих произведениях своеобразную ритмику и мелодику национальной шведской песни.
Оперы, симфонические сюиты и поэмы Галлена (на темы скандинавских саг), согласно «БСЭ», «обнаруживают большую силу драматического напряжения наряду с совершенством приемов гармонического и мелодического письма». Галлену принадлежит также ряд хоров, романсов (на немецком и шведском языках) и произведений для фортепьяно.
Иоган Андреас Галлен умер 11 марта 1925 года в городе Стокгольме.
Его сын Арне Галлен (1890—1974) тоже посвятил свою жизнь искусству и стал скульптором и графиком.

## Дискография
Оркестровые произведения:
- Frithiof och Ingeborg, symfonisk dikt, op 8, 1872
- En sommarsaga, symfonisk dikt, op 36, 1889
- Die Toteninsel, symfonisk dikt, op 45, 1898
- Sphärenklänge, symfonisk dikt, 1905
- Vårbrytningen, konsertuvertyr, op 14, 1877
- Rapsodi op 17, Leipzig 1882
- Rapsodi (Svensk rapsodi) op 23, Berlin 1883
- Ur Waldemarssagan, svit, op 42, 1891
- Ur Gustaf Wasas saga, svit, 1897
- Suite nr 3, 1904
- Suite nr 4, 1915
- Violinromans op 16
- Huldigungsmarsch op 10, 1876
- Svensk hyllningsmarsch, 1904
- Svenska folkvisor och danser, op 37
- Om hösten op 38
- Två orkesterstycken, 1895
- I skymningen op 40:2, för stråkorkester.

Камерная музыка:
- Pianokvartett d-moll op 3, 1896
- Pianotrio c-moll, 1868.

Произведения для фортепиано:
- Romans G-dur, op. 40
- Ballad e-moll Efterklang av Heinrich Heines «Es war ein alter König».

Произведения для хора:
- Vom Pagen und der Königstochter (Pagen och kungadottern), ballad, (Emanuel Geibel) op 6, 1871
- Traumkönig und sein Lieb (Drömkonungen och hans käresta), ballad, (Emanuel Geibel) op 12, 1885
- Das Schloss im See (Trollslottet) (Wolfgang Müller von Königswinter), ballad, op 32, 1889
- Ett juloratorium (Annie Åkerhielm), 1904
- Sverige op 50, 1917
- Missa solemnis,1870 (ofullb., opubl. instrumentering 1920-21)
- Styrbjörn Starke (Nordlandskampf), (Hugo Tigerschiöld) op 34, för solo, manskör och orkester, 1889
- Dionysos, kantat för manskör och orkester, 1901
- Botgörerskan op 39, för kör, stråkar och orgel, 1890
- Julnatten op 41, för kör, stråkar och orgel, 1895
- Vineta op 26, för kör, orgel och piano, 1882
- Requiescat för soli, kör och piano, 1910
- Das Aehrenfeld för damkör och piano, 1880
- Requiem för sopran, dubbélkör, orgel, celesta el. piano, 1917

Оркестровое пение:
- Skogsrået (Viktor Rydberg) op 33 för mezzosopran och orkester, 1888
- Jungfru Maria i rosengård (Viktor Rydberg)
- En visa om mig och narren Hercules (Gustaf Fröding)
- Fyra sånger för baryton och liten orkester.

Песни:
- Sechs Lieder, op. 2 (Heinrich Heine)
  - 3. Der Mond ist aufgegangen
  - 6. Aus dem Lyrischen Intermezzo
- Sånger, op. 11
  - 1. Die Bergstimme (Heinrich Heine)
- Sånger, op. 29
  - 1. Det finns en gosse och han är min (Albert Theodor Gellerstedt)
  - 3. Och många tusen kronor.

Сценическая музыка:
- Harald der Wiking, opera (Hans Herrig), Leipzig 1881 («Harald Viking», Stockholm 1884)
- Häxfällan, Stockholm 1896
- Waldemarsskatten, Stockholm 1899 (Waldemar, Karlsruhe 1903)
- Valborgsmässa, 1902, (omarbetning av Häxfällan)
- Over Evne, skådespelsmusik (Bjørnstjerne Bjørnson), Stockholm 1886
- Nyårsnatten, skådespelsmusik (Gustaf af Geijerstam), Stockholm 1889
- Ur Gustaf Wasas saga, skådespelsmusik (Daniel Fallström), Stockholm 1896
- Sancta Maria, skådespelsmusik (Zacharias Topelius), Visby 1901
- Det otroligaste, skådespelsmusik (Karl-Erik Forsslund), Stockholm 1902.

Прочее:
- Den unge herr Sten Sture (Hugo Tigerschiöld), 1889.